# Unbroken (película)
Unbroken (en España Invencible y en Hispanoamérica Inquebrantable) es una película dramática-bélica estadounidense, producida y dirigida por Angelina Jolie y con guion de los hermanos Coen. Está protagonizada por Jack O'Connell, Garrett Hedlund, Miyavi y Domhnall Gleeson. La película se basa en el libro de 2010 Unbroken: A World War II Story of Survival, Resilience, and Redemption, de Laura Hillenbrand, en el cual la escritora narra la vida del atleta olímpico Louis Zamperini. Se estrenó el 25 de diciembre de 2014.

## Sinopsis
Narra la historia de Louis Zamperini (Jack O'Connell), una estrella de la pista olímpica y un héroe de la Segunda Guerra Mundial, quien, durante una misión militar, sufrió un accidente de aeroplano en el Océano Pacífico, del cual sobrevivió junto a dos compañeros. Pasaron 47 días a la deriva en una balsa, hasta que fueron encontrados por un buque de guerra japonés, donde los tomaron como prisioneros y los llevaron a una isla en la que fueron torturados, manteniéndolos como prisioneros de guerra durante dos años hasta que terminó la guerra.

## Reparto
- Jack O'Connell como Louis Zamperini.
- Garrett Hedlund como John Fitzgerald
- Miyavi como Mutsuhiro "El Pájaro" Watanabe.
- Domhnall Gleeson como Russell "Phil" Phillips.
- Jai Courtney como Hugh "Cup" Cuppernell.
- Finn Wittrock como Francis "Mac" McNamara.
- Alex Russell como Pete Zamperini.
- Luke Treadaway como Miller.
- Jordan Patrick Smith como Cliff.
- John Magaro como Frank A. Tinker

## Desarrollo
Universal Pictures adquirió los derechos del libro en enero de 2011. Los primeros guiones para la película fueron escritos por William Nicholson y Richard LaGravenese, mientras que estaba previsto que fuera Francis Lawrence quien la dirigiera. Sin embargo, los hermanos Coen fueron contratados posteriormente para reescribir el guion después de que Jolie fuera elegida como directora.

## Producción

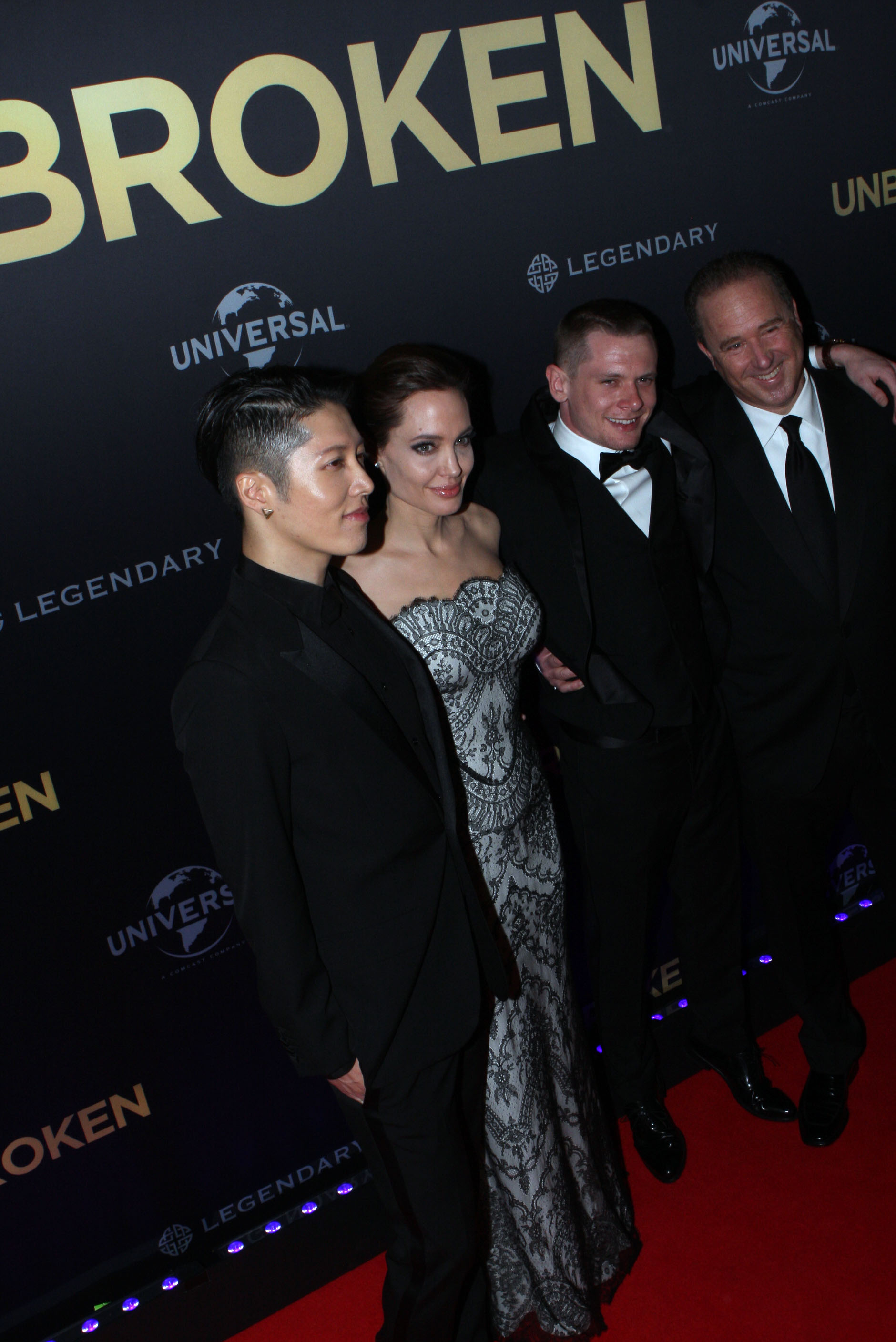
Miyavi, Angelina Jolie (directora), Jack O'Connell y Matthew Baer en la premier mundial de la película.

El 30 de septiembre de 2013, Angelina Jolie fue confirmada para dirigir la película en Australia. Walden Media junto a Universal cofinanciaron la película, pero la primera se retiró del proyecto antes de comenzar el rodaje y fueron reemplazados por Legendary Pictures. El rodaje se llevó a cabo en Nueva Gales del Sur y Queensland, y en los estudios de Fox Australia y Village Roadshow. Comenzó el 21 de octubre de 2013, y se esperaba que la postproducción se realizara en Australia.

### Rodaje
El 14 de diciembre de 2013, los equipos fueron vistos durante cuatro días filmando escenas en Werris Creek, Nueva Gales del Sur, en Australia.

## Estreno
El 16 de febrero de 2014, Universal reveló un adelanto de tres minutos de la película durante las Olimpiadas de Invierno de 2014 donde se mostraba parte de la película estrenada el 25 de diciembre de 2014.

## Recepción
Unbroken recibió críticas mixtas. En Rotten Tomatoes, la película tiene 52 % de aprobación, basado en ocho críticas con un total de 6,7 sobre 10. En Metacritic, la película posee una calificación 59 sobre 100, basado en nueve críticas, indicando "regulares o buenas críticas".

## Premios y nominaciones
| Premio                                   | Categoría                                               | Receptores | Resultado |
| ---------------------------------------- | ------------------------------------------------------- | --- | --------- |
| Premios Óscar                            | Mejor fotografía                                        | Roger Deakins | Nominado  |
| Premios Óscar                            | Mejor edición de sonido                                 | Becky Sullivan y Andrés DeCristofaro | Nominados |
| Premios Óscar                            | Mejor sonido                                            | John Taylor, Frank A. Montano y David Lee | Nominados |
| American Film Institute                  | Top 10 de películas del año                             | Top 10 de películas del año | Ganadora  |
| Gremio de dirección artística            | Mejor diseño de producción en una película de época     | John Hutman | Nominado  |
| Gremio de dirección de fotografía        | Mejor fotografía                                        | Roger Deakins | Nominado  |
| Premios BAFTA                            | Premio Orange a la estrella emergente                   | Jack O'Connell | Ganador   |
| Cinema Audio Society Awards              | Mejor mezcla de sonido en una película de acción real   | David Lee, John Taylor, Frank A. Montano, Jonathan Hallen, Paul Drenning, John Guentner                                                                                            | Nominados |
| Premios de la Crítica Cinematográfica    | Mejor película                                          | Mejor película | Nominada  |
| Premios de la Crítica Cinematográfica    | Mejor director                                          | Angelina Jolie | Nominada  |
| Premios de la Crítica Cinematográfica    | Mejor guion adaptado                                    | Joel e Ethan Coen, Richard LaGravenese, William Nicholson | Nominados |
| Premios de la Crítica Cinematográfica    | Mejor fotografía                                        | Roger Deakins | Nominado  |
| Hollywood Film Awards                    | New Hollywood Award                                     | Jack O'Connell | Ganador   |
| Sociedad de Críticos de Houston          | Mejor fotografía                                        | Roger Deakins | Nominado  |
| Premio de maquillistas y peluqueros      | Mejor maquillaje en una película de época               | Tono G. y Nick Dorning | Nominados |
| MPSE Golden Real Awards                  | Diálogos en una película de idioma inglés               | Becky Sullivan, Andrew DeCristofaro, Laura Atkinson, Glynna Grimala, Lauren Hadaway                                                                                                | Ganadores |
| MPSE Golden Real Awards                  | Efectos en una película de idioma inglés                | Becky Sullivan, Andrew DeCristofaro, Hay Wilkinson, Eric A. Norris, David Raines, Dan O'Connell, John T. Cucci, Karen Triest, Dan Hegeman, Nancy MacLeod, Darren "Sunny" Warkentin | Nominados |
| National Board of Review                 | Top 10 de películas                                     | Top 10 de películas | Ganador   |
| National Board of Review                 | Actor revelación                                        | Jack O'Connell | Ganador   |
| Asociación de Críticos de St. Louis      | Mejor guion adaptado                                    | Joel e Ethan Coen, Richard LaGravenese, William Nicholson | Nominados |
| Asociación de Críticos de St. Louis      | Mejor fotografía                                        | Roger Deakins | Nominados |
| Sociedad de Efectos Visuales             | Mejores efectos visuales en una película de acción real | Mejores efectos visuales en una película de acción real | Nominados |
| Premios del Sindicato de Actores de Cine | Mejor reparto de dobles                                 | Mejor reparto de dobles | Ganadora  |